# Exorhabdus colonicus
Exorhabdus colonicus är en skalbaggsart som först beskrevs av Lewis 1899.  Exorhabdus colonicus ingår i släktet Exorhabdus och familjen stumpbaggar. Inga underarter finns listade i Catalogue of Life.